# Fremantle Mariners
Fremantle Mariners é um clube de polo aquático australiano da cidade de Fremantle.

## História
Fremantle Mariners compete na Australian National Water Polo League. 

## Títulos
- Australian National Water Polo League
  - 1998, 2000, 2001, 2006, 2009, 2011 e 2012